# 照鏡環山
照鏡環山（英語：Chiu Keng Wan Shan）是香港的一座山峰，位於西貢調景嶺與九龍油塘之間，海拔247米。

## 名稱
根據西貢區議會資料，照鏡環山旁邊的新市鎮調景嶺最早可追溯的名稱就是「照鏡環山」或「照鏡嶺」，字面意思是海灣清澈寧靜的海水。漁民過去稱海灣為照鏡環，山坡為照鏡嶺。另一種說法是，照鏡嶺的名字是指在田野里工作的客家婦女的傳統頭飾，它反射陽光，看起來像陽光下的鏡子。

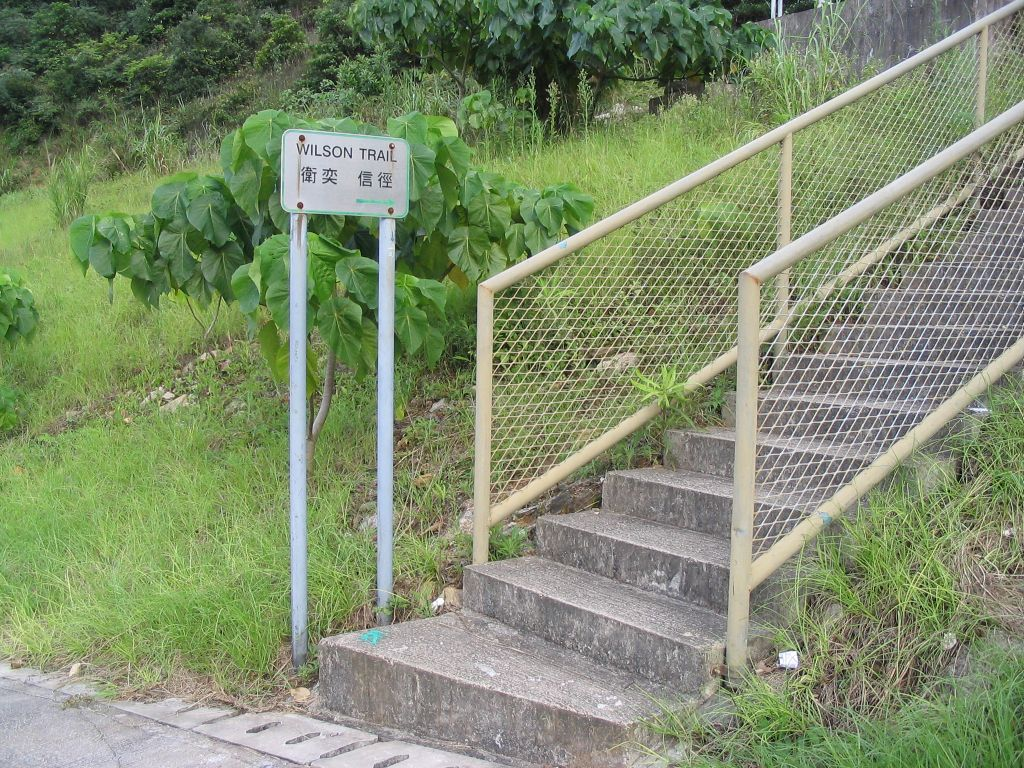
衛奕信徑第三段（照鏡環山近澳景路）

## 地理
照鏡環山山頂建有電視廣播有限公司照鏡環山電視轉播站，服務將軍澳一帶地區。在山上可鳥瞰調景嶺至坑口一帶的景色。衛奕信徑三段沿著照鏡環山西邊的山坡而建。東邊的山坡建有將軍澳華人永遠墳場。
照鏡環山與五桂山、魔鬼山等山峰，山勢起伏有如大埔八仙嶺，因此被合稱為東九龍「小八仙」。

## 相片

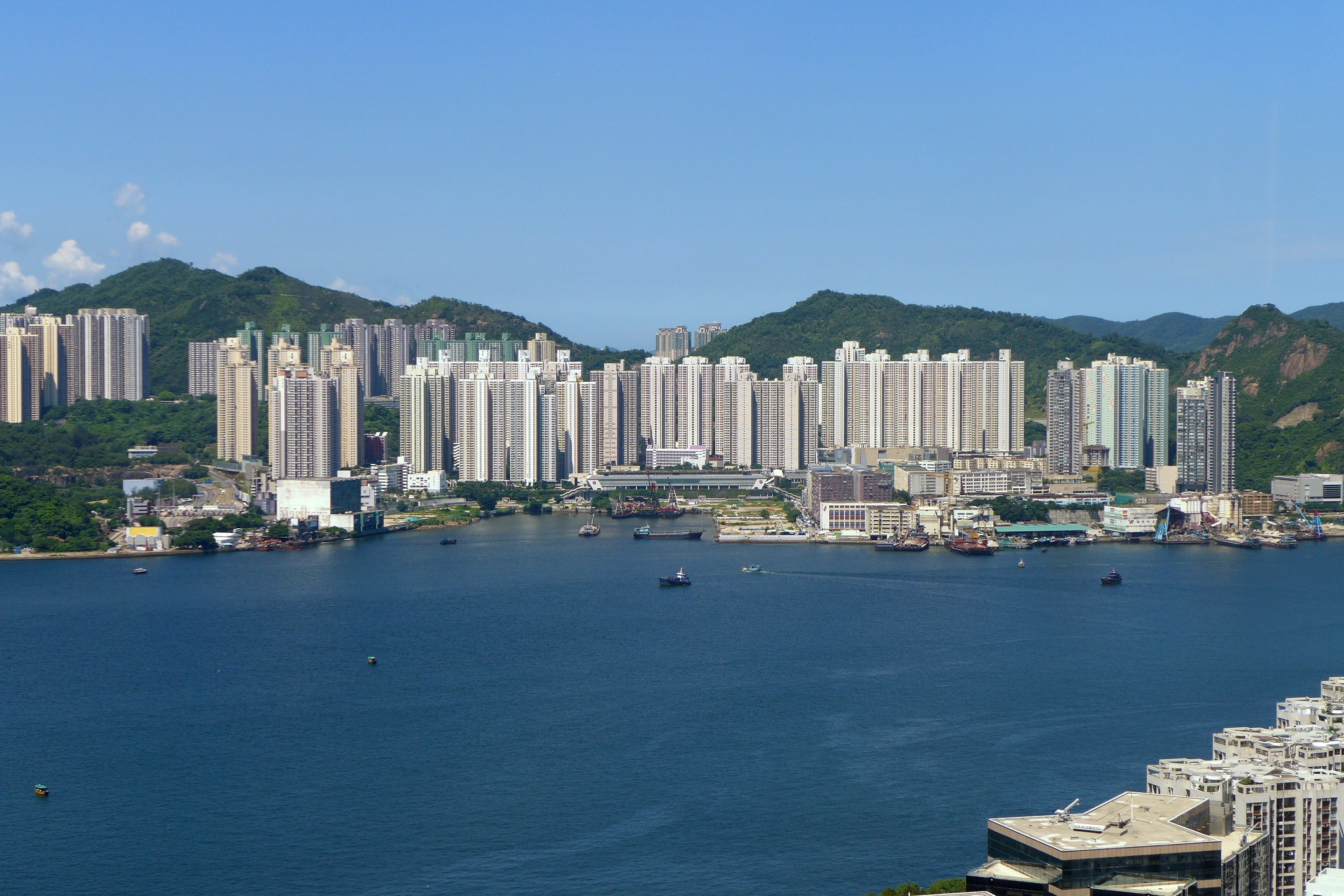
照鏡環山在照片的中右方。左邊的三峰都是屬於五桂山。
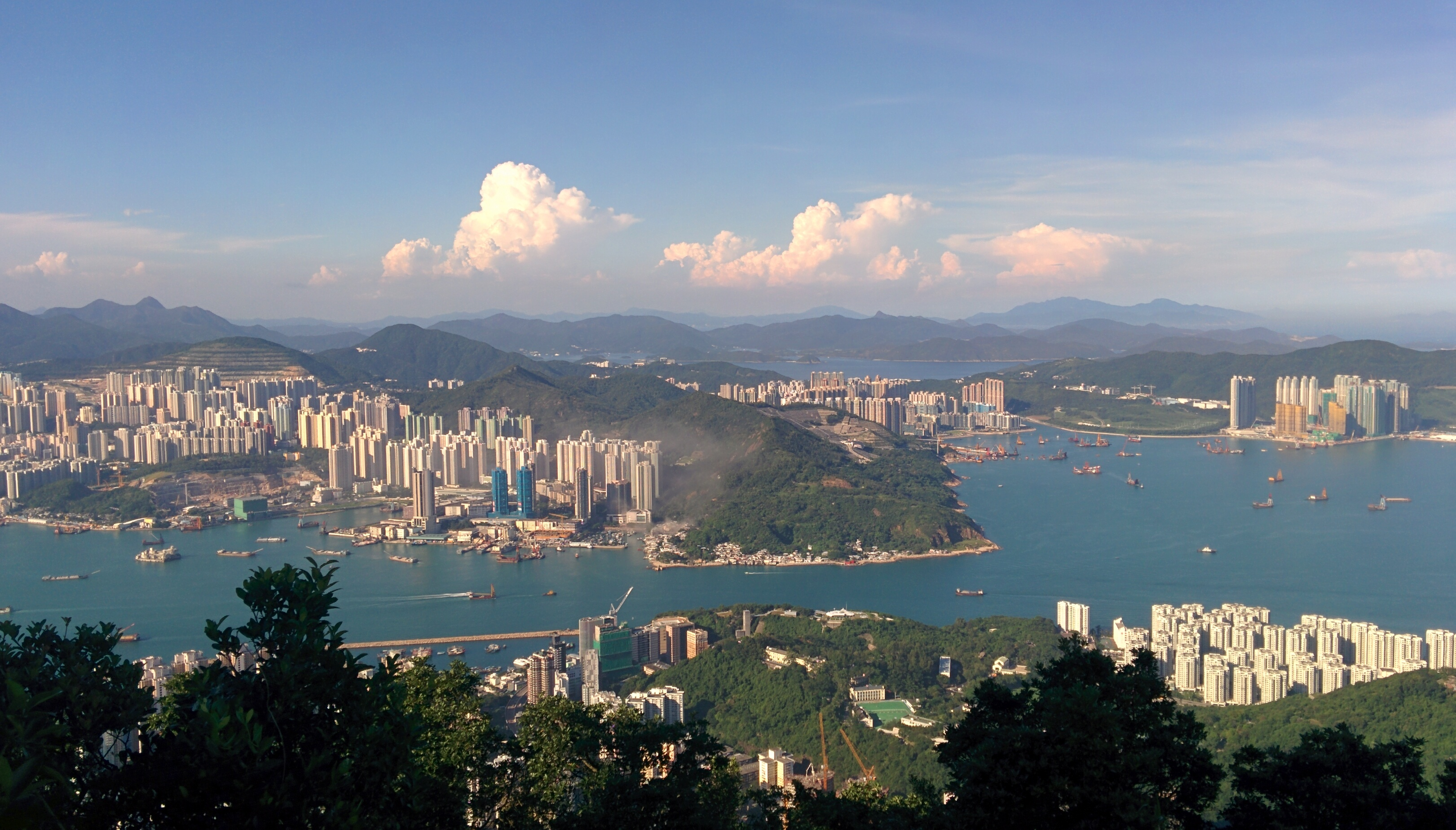
從香港島柏架山可看見九龍的五桂山，照鏡環山和魔鬼山，合稱為九龍東小八仙